# Триббі (Оклахома)
Триббі (англ. Tribbey) — місто (англ. town) в США, в окрузі Поттаватомі штату Оклахома. Населення — 337 осіб (2020).

## Географія
Триббі розташоване за координатами 35°6′13″ пн. ш. 97°6′21″ зх. д. / 35.10361° пн. ш. 97.10583° зх. д. (35.103696, -97.105697).  За даними Бюро перепису населення США в 2010 році місто мало площу 49,70 км², з яких 49,57 км² — суходіл та 0,13 км² — водойми.

## Демографія
Згідно з переписом 2010 року, у місті мешкала 391 особа в 146 домогосподарствах у складі 104 родин. Густота населення становила 8 осіб/км².  Було 179 помешкань (4/км²).
Расовий склад населення:
| - 85,9 % — білих - 6,4 % — корінних американців |

До двох чи більше рас належало 7,2 %. Частка іспаномовних становила 3,1 % від усіх жителів.
За віковим діапазоном населення розподілялося таким чином: 26,1 % — особи молодші 18 років, 61,1 % — особи у віці 18—64 років, 12,8 % — особи у віці 65 років та старші. Медіана віку мешканця становила 40,5 року. На 100 осіб жіночої статі у місті припадало 100,5 чоловіків;  на 100 жінок у віці від 18 років та старших — 92,7 чоловіків також старших 18 років.
Середній дохід на одне домашнє господарство  становив 42 948 доларів США (медіана — 36 875), а середній дохід на одну сім'ю — 48 639 доларів (медіана — 43 250). Медіана доходів становила 39 583 долари для чоловіків та 20 714 долари для жінок. За межею бідності перебувало 19,3 % осіб, у тому числі 26,0 % дітей у віці до 18 років та 13,6 % осіб у віці 65 років та старших.
Цивільне працевлаштоване населення становило 133 особи. Основні галузі зайнятості: освіта, охорона здоров'я та соціальна допомога — 15,8 %, виробництво — 14,3 %, будівництво — 14,3 %.